# Anna Castillo
Anna Castillo Ferré (ur. 9 października 1993 w Barcelonie) – hiszpańska aktorka filmowa i telewizyjna. 

## Filmografia

### Filmy
| Rok  | Tytuł                         | Rola          | Źr.    |
| ---- | ----------------------------- | ------------- | ------ |
| 2010 | Blog                          | Bea           | [ 1 ]  |
| 2012 | Duchy ze szkolnej ławki       | Ángela        | [ 2 ]  |
| 2016 | Drzewko oliwne                | Alma          | [ 3 ]  |
| 2017 | Powołanie                     | Susana Romero | [ 4 ]  |
| 2017 | Złote miasto                  | La Parda      | [ 4 ]  |
| 2018 | Podróż do pokoju matki        | Leonor        | [ 5 ]  |
| 2020 | Adu                           | Sandra        | [ 6 ]  |
| 2020 | That Was Life                 | Verónica      | [ 7 ]  |
| 2021 | Im więcej, tym przyjemniej    | Clara         | [ 8 ]  |
| 2021 | Cmentarz na wodzie            | Esther        | [ 9 ]  |
| 2022 | Historie nie do opowiedzenia  | Laura         | [ 10 ] |
| 2022 | Dzikie słoneczniki            | Julia         | [ 11 ] |
| 2023 | The Fantastic Golem Affairs   | María         | [ 12 ] |
| 2023 | Nigdzie                       | Mia           | [ 13 ] |
| 2023 | Nie liczę, że ktoś mi uwierzy | Laia          | [ 14 ] |
| 2024 | Escape                        | Abril         | [ 15 ] |